# Gyllingnæs (gods)
 For alternative betydninger, se Gyllingnæs (flertydig). (Se også artikler, som begynder med Gyllingnæs)
Gyllingnæs  er en herregård der ligger på halvøen Gyllingnæs i Gylling Sogn, Hads Herred, Odder Kommune. Gyllingnæs er udskilt fra Åkær Gods i 1801 af greve Friedrich Otto von Dernath. Gyllingnæs blev købt af den engelskfødte købmand John Smith. Hovedbygningen på Gyllingnæs er opført i 1865 og ombygget i 1997-1998.
Gyllingnæs Gods er på 906 hektar.

## Ejere af Gyllingnæs
- (1801-1813) John Smith
- (1813-1817) John Smiths dødsbo
- (1817-1824) Georg Smith
- (1824) John Thornton
- (1824-1834) Georg Smith
- (1834) Georgia Georgsdatter Smith gift St. Aubin
- (1834-1842) Robert Stableton St. Aubin
- (1842-1848) Wilhelm Henrik Frederik Mylord
- (1848-1851) Ane Marie Margrethe Brumming gift Mylord
- (1851-1853) Poul Ernst Constantin Brun
- (1853-1870) Anotn Peter Vilhelm Krohn
- (1870) Marie Augusta Petersen gift Krohn
- (1870-1885) Frederik Christian Berg
- (1885-1924) Christian Frederik Holten Grevenkop-Castenskiold
- (1924-1936) Ludvig Helmuth Frederik Holger Castenskiold-Benzon
- (1936-1946) Niels Baner
- (1946-1966) Enke Fru Eva E. Baner
- (1966-1994) Hermann Zobel
- (1994-1996) Peter Hermann Zobel
- (1996-) Troels Holch Povlsen